# Pallanuoto ai X Giochi panamericani
Il X torneo panamericano di pallanuoto è stato disputato a Indianapolis dal 17 al 22 agosto 1987 nel corso dei X Giochi panamericani.
Le sei partecipanti si sono sfidate in un girone unico al termine del quale le prime due classificate hanno disputato la finale per il titolo, mentre la terza e la quarta hanno disputato la finale per la medaglia di bronzo.
Gli Stati Uniti, sconfiggendo Cuba, hanno conquistato il titolo per la terza volta consecutiva, la sesta in assoluto.

## Fase preliminare
| 17 agosto 1987 | Cuba | 12 – 5 | Brasile |  |

| 17 agosto 1987 | Canada | 12 – 0 | Porto Rico |  |

| 17 agosto 1987 | Stati Uniti | 10 – 3 | Messico |  |

| 18 agosto 1987 | Cuba | 18 – 0 | Porto Rico |  |

| 18 agosto 1987 | Messico | 9 – 8 | Brasile |  |

| 18 agosto 1987 | Stati Uniti | 12 – 4 | Canada |  |

| 19 agosto 1987 | Brasile | 8 – 7 | Porto Rico |  |

| 19 agosto 1987 | Canada | 8 – 8 | Messico |  |

| 19 agosto 1987 | Stati Uniti | 5 – 3 | Cuba |  |

| 20 agosto 1987 | Cuba | 10 – 4 | Messico |  |

| 20 agosto 1987 | Brasile | 12 – 0 | Canada |  |

| 20 agosto 1987 | Stati Uniti | 17 – 3 | Porto Rico |  |

| 21 agosto 1987 | Cuba | 10 – 8 | Canada |  |

| 21 agosto 1987 | Porto Rico | 7 – 6 | Messico |  |

| 21 agosto 1987 | Stati Uniti | 15 – 4 | Brasile |  |

|    | Squadra     | Punti | G | V | N | P | GF | GS | Diff |
| -- | ----------- | ----- | - | - | - | - | -- | -- | ---- |
| 1. | Stati Uniti | 10    | 5 | 5 | 0 | 0 | 59 | 17 | +42  |
| 2. | Cuba        | 8     | 5 | 4 | 0 | 1 | 53 | 22 | +31  |
| 3. | Brasile     | 4     | 5 | 2 | 0 | 3 | 31 | 48 | -17  |
| 4. | Canada      | 3     | 5 | 1 | 1 | 3 | 37 | 36 | +1   |
| 5. | Messico     | 3     | 5 | 1 | 1 | 3 | 30 | 43 | -13  |
| 6. | Porto Rico  | 2     | 5 | 1 | 0 | 4 | 17 | 61 | -44  |

## Finali

### Finale per il Bronzo
| 22 agosto 1987 | Brasile | 5 – 4 | Canada |  |

### Finale per l'Oro
| 22 agosto 1987 | Stati Uniti | 6 – 4 | Cuba |  |

## Classifica finale
| Pos.    | Squadra     |
| ------- | ----------- |
| Oro     | Stati Uniti |
| Argento | Cuba        |
| Bronzo  | Brasile     |
| 4       | Canada      |
| 5       | Messico     |
| 6       | Porto Rico  |

## Fonti
- (EN) Todor66.com - Sport statistics Archive, su todor66.com.